# Miguel Flaño
Miguel Flaño Bezunartea (Pamplona, 19 augustus 1984) is een Spaans voetballer die bij voorkeur als centrale verdediger speelt. Hij stroomde in 2004 door vanuit de jeugd van CA Osasuna. Zijn tweelingbroer Javier speelde tussen 2005 en 2009 ook in het eerste elftal van de Basken.

## Clubcarrière
Flaño werd geboren in Pamplona en speelde zijn volledige carrière bij CA Osasuna. Op 18 september 2004 debuteerde hij voor Osasuna in de Primera División tegen Real Betis. Op 9 juni 2007 scoorde hij zijn eerste doelpunt voor de Basken tegen Real Betis. Op 7 juni 2012 werd zijn contract verlengd tot medio 2017.

## Interlandcarrière
Flano kwam uit voor diverse Spaanse nationale jeugdselecties. Hij speelde voor Spanje -16, Spanje -17, Spanje -19 en Spanje -23. Met die laatste was hij actief op de Middellandse Zeespelen 2005, die werden gehouden in het Spaanse Almería.
1 Herrera ·
2 Vidal ·
3 Cruz ·
4 U. García  ·
5 Herrando ·
6 Torró ·
7 Moncayola ·
8 Ibáñez ·
9 Ra. García ·
10 Oroz ·
11 Barja ·
12 Areso ·
13 Fernández ·
14 Ru. García ·
15 Peña ·
16 Gómez ·
17 Budimir ·
18 Muñoz ·
19 Zaragoza ·
20 Arnáiz ·
21 Martínez ·
22 Boyomo ·
23 Bretones ·
24 Catena ·
27 Benito ·
Coach: Moreno